# Compagnie della Calza

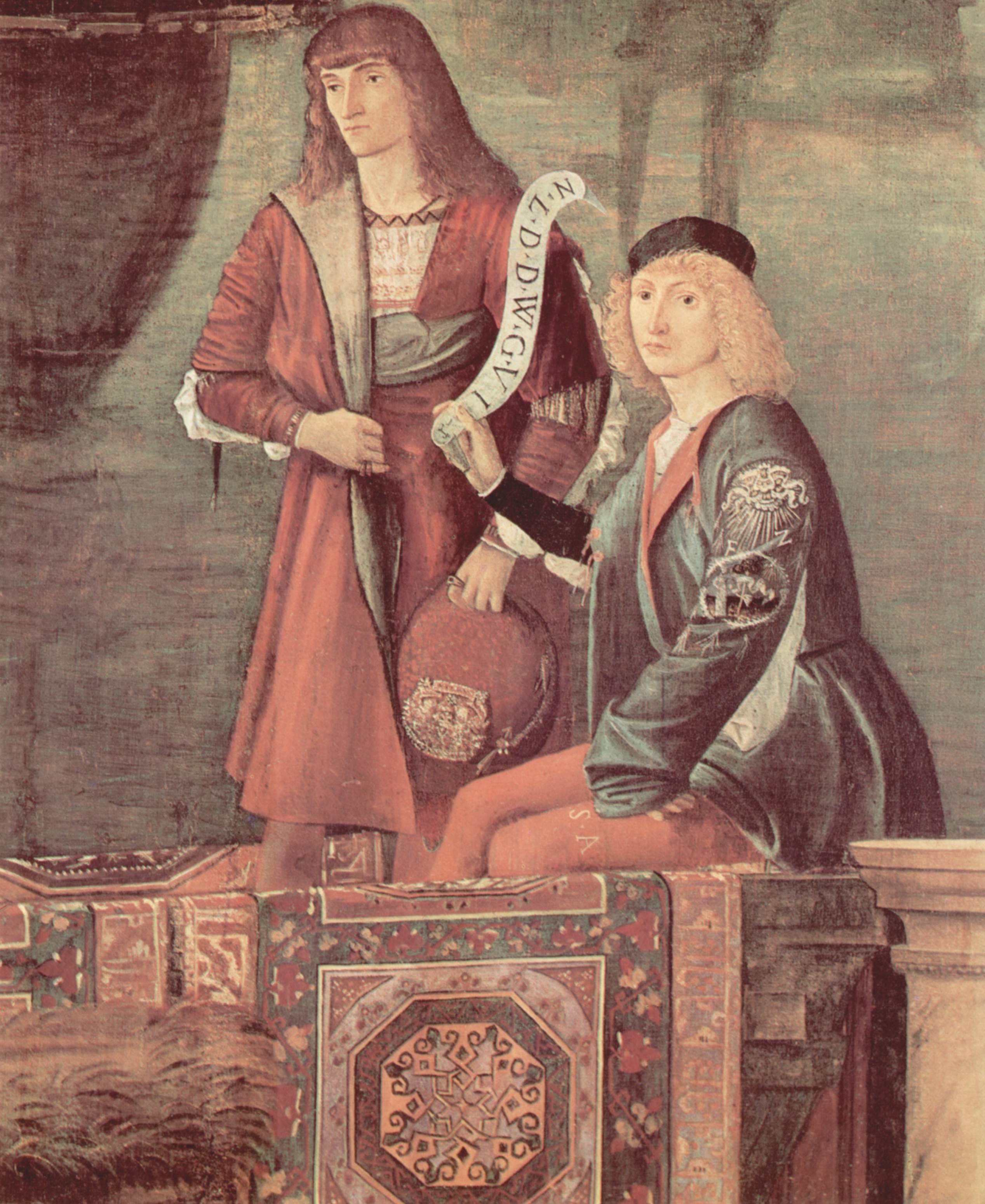
Vittore Carpaccio, Partenza dei fidanzati (particolare Due Compagni dei Fratelli Zardinieri)

Le Compagnie della Calza erano delle compagnie di giovani nobili veneziani che organizzarono la vita di spettacolo veneziana tra il XV e il XVI secolo. I membri indossavano calze distintive di vari colori che davano loro il nome.

Come dice un memorialista nate:
(Delle Memorie Venete Antiche Profane Ed Ecclesiastiche)
Ogni anno, all'inizio di carnevale, ogni Compagnia organizzava una serie di spettacoli riservati alla nobiltà veneziana nei quali venivano impiegati (a spese della compagnia) celebri buffoni del tempo, ma anche dei veri e propri spettacoli teatrali con la presenza anche di famosi autori come il Ruzante e Pietro Aretino.

## Le Compagnie
Le varie compagnie avevano nomi di fantasia sia ispirati dalle virtù come ad esempio quelle dei Floridi, degli Uniti, e dei Concordi; altri invece traevano ispirazione dai mestieri come gli Ortolani e i Zardinieri. Le compagnie si distinguevano per le calze colorate dei colori della compagnia e per complicati ricami che richiamano il nome della compagnia stessa.

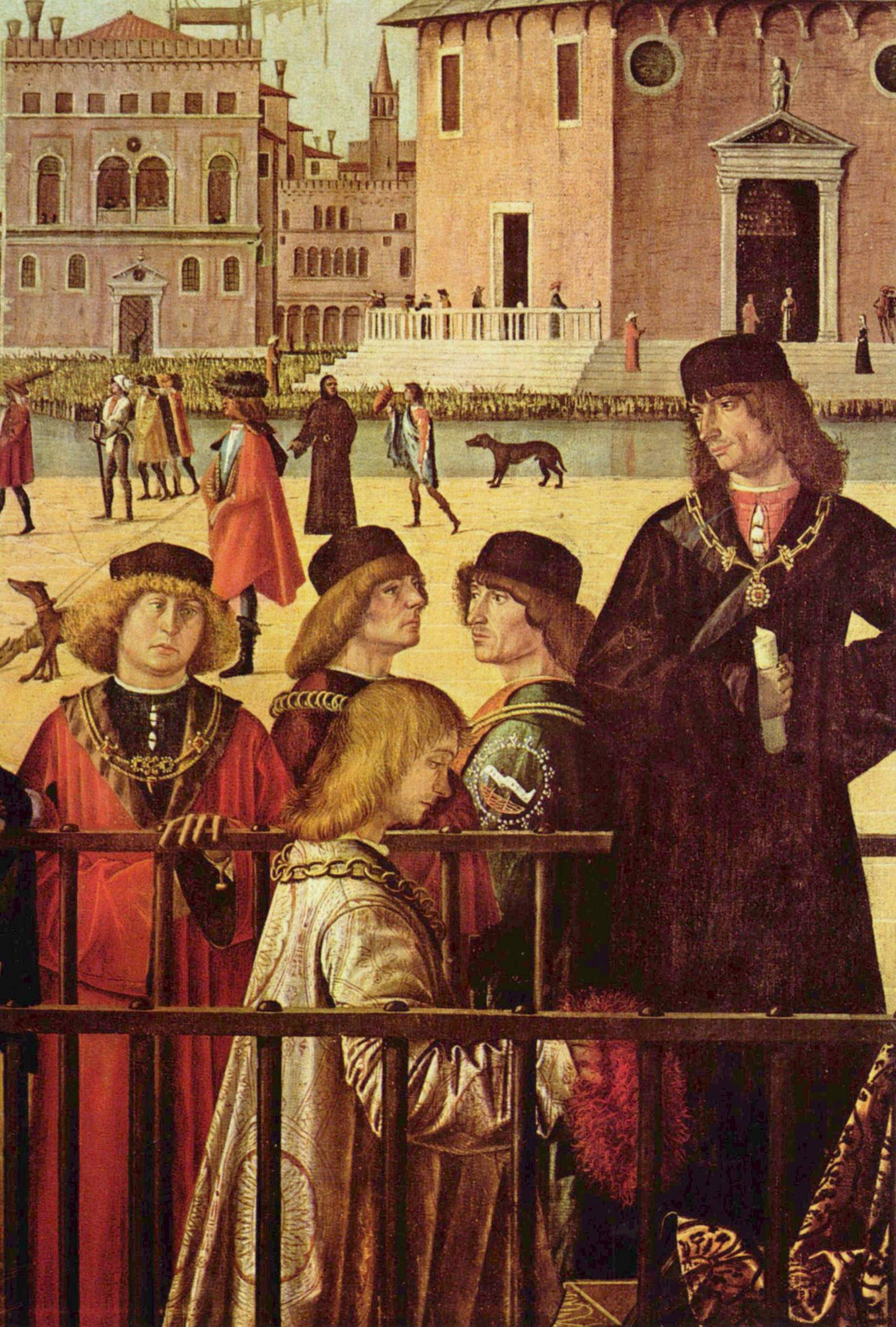
Vittore Carpaccio, Arrivo degli ambasciatori (particolare Compagno della calza, al centro con lo stemma della sua Compagnia

Nel quadro di Vittore Carpaccio la Partenza dei fidanzati che fa parte del ciclo delle Storie di sant'Orsola, si vede chiaramente il complicato ricamo con la sigla F.[ratelli] Z.[ardinieri] sulla manica sinistra di uno dei due.
Durante le feste per la visita di sovrani, come quella di Enrico III di Francia del 1574, a quella annuale dell'Ascensione (in veneziano la festa della Sensa) d'importanza pari al carnevale per i veneziani, le Compagnie della Calza venivano mobilitate per l'organizzazione di cortei sui canali, per apparare il Bucintoro e la diffusione di eventi spettacolari per le calli della città.

## Le feste e gli spettacoli

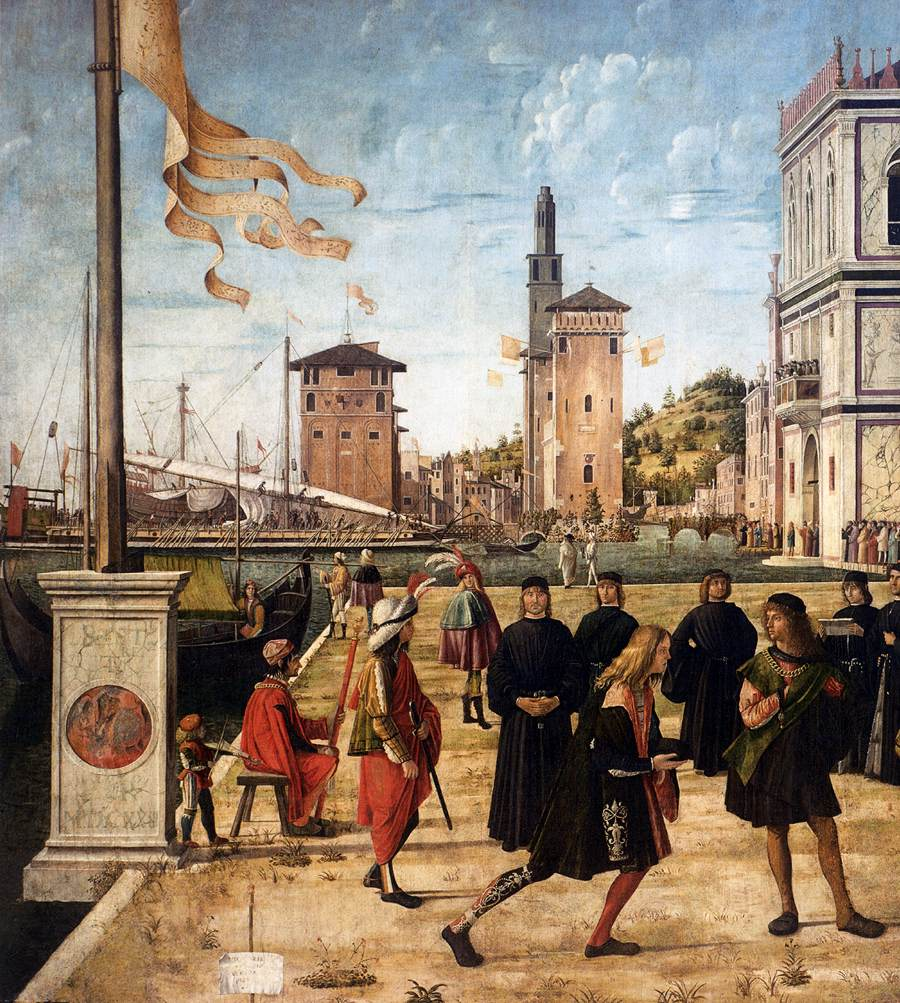
Vittore Carpaccio, Ritorno degli ambasciatori alla corte inglese (part.) al centro seminginocchiato un Compagno della calza con un complicato ricamo sia sulla manica che sulla calza

Fra gli spettacoli precipui di Venezia promosse dalle compagnie della calza vi erano le Momarie, sorta di processioni mascherate fatte lungo i canali dove venivano rappresentate le battaglie fra Vizi e Virtù, il trasporto di teatri galleggianti apparati lungo i principali canali, cene preparate sui ponti per gli ambasciatori e i sovrani in visita a Venezia.
Durante la festa della Sensa veniva poi allestita in piazza San Marco la Caza al toro (la caccia al toro), una specie di corrida con la partecipazione di buffoni e autori-attori della commedia alla villanesca, di cui erano autori fra gli altri Ruzante, Menato e Cherea. Secondo le fonti coeve Ruzante lavorò per la compagnie degli Immortali e gli Ortolani anche se spesso le sue commedie furono censurate a causa delle sconcezze contenute nei suoi testi.
Anche altri commediografi lavorarono per le Compagnie della Calza veneziane, uno per tutti Pietro Aretino che nel 1542 mise in scena una sua commedia: La Talanta per la compagnia dei Sempiterni, con la scenografia dipinta da Giorgio Vasari, come recita il sottotitolo della commedia:
con mirabil superbia d'apparato»
Molti pittori e architetti lavorarono per queste compagnie, ad esempio Tiziano, nel 1541, anche lui per i Sempiterni.
Lo stesso Giorgio Vasari nella Vita di Taddeo Zuccari riporta la notizia di un teatro costruito in legno da Andrea Palladio e decorato dal pittore Federico Zuccari, per una Compagnia della Calza non citata (anche se fonti recenti l'attribuiscono alla Compagnia degli Accesi):
Purtroppo il teatro di Palladio, essendo di legno, andò distrutto con un incendio che si sviluppò nel Convento della Carità a cui il teatro era collegato.
La testimonianza più importante sulle Compagnie della calza è riportata nelle cronache in dialetto veneziano del memorialista Marin Sanudo il giovane.
Francesco Sansovino nel suo libro Venetia, città nobilissima, et singolare scrive che fino al 1562, a Venezia, le Compagnie della Calza in attività erano ben 43.
(p. 407)

## Iconografia

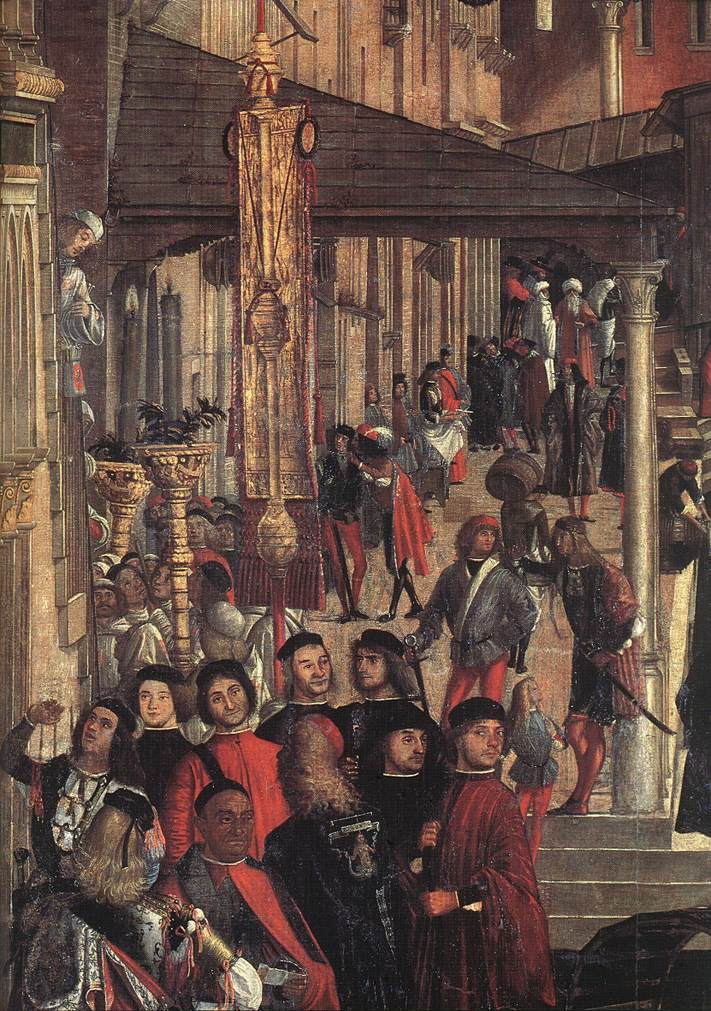
Vittore Carpaccio, Miracolo della Croce a Rialto (part.) Impresa ricamata di soggetto marino sul cappuccio di un compagno della calza

I compagni della calza sono comparsi nell'iconografia dei pittori di scuola veneta del XVI secolo.
(Girolamo Francesco Zanetti, Del novelliero italiano, Vol. 1, 1754, p. XV)
Oggi sono visibili grazie, soprattutto, ai teleri di Vittore Carpaccio delle Storie di sant'Orsola. Nel telero Incontro dei fidanzati e partenza dei pellegrini è particolarmente riconoscibile sulla manica di un personaggio, probabilmente Antonio Loredan, la cui famiglia aveva commissionato la serie, un complicato e ricco ricamo nella cui impresa le iniziali "F" e "Z" con in mezzo la rappresentazione di un albero, una dama e una zappa ovvero gli attributi del lavoro della terra e dell'amor cortese è stata riconosciuta nella sigla la parola Fratelli Zardinieri riferita alla Compagnia della calza degli Zardinieri e citata spesso nei Diari di Marino Sanudo.
A causa delle dimensioni ridotte non sono stati, fino ad oggi, decifrati i ricami dei compagni che compaiono negli altri teleri.
Non furono questi gli unici ritratti di Compagni della Calza: sempre Carpaccio nel suo quadro Miracolo della Croce a Rialto compaiono ben due membri, uno dei quali ha sul cappuccio un'impresa decifrabile come di una sirena col motto latino Memento anche se non conosciamo la compagnia di riferimento.
Ma il ritratto più famoso si trovava negli affreschi di Giorgione dell'ormai scomparso, nella struttura originaria, Fondaco dei Tedeschi, accanto al Ponte di Rialto. Purtroppo dell'affresco staccato e riposto alla Ca' d'Oro non rimane che qualche ombra. L'incisore Cesare Vecellio, parente di Tiziano, ha fatto una copia (mutuandola da Carpaccio), che è incisa nel suo libro Degli habiti antichi et moderni di diverse parti del mondo (1590) dove la figura del Compagno della Calza è in primo piano anche se di schiena.